# NPB
NPB (англ. Neuropeptide B) – білок, який кодується однойменним геном, розташованим у людей на короткому плечі 17-ї хромосоми. Довжина поліпептидного ланцюга білка становить 125 амінокислот, а молекулярна маса — 13 097.
| 10         |  | 20         |  | 30         |  | 40         |  | 50         |
| ---------- |  | ---------- |  | ---------- |  | ---------- |  | ---------- |
| MARSATLAAA |  | ALALCLLLAP |  | PGLAWYKPAA |  | GHSSYSVGRA |  | AGLLSGLRRS |
| PYARRSQPYR |  | GAEPPGGAGA |  | SPELQLHPRL |  | RSLAVCVQDV |  | APNLQRCERL |
| PDGRGTYQCK |  | ANVFLSLRAA |  | DCLAA      |  |            |  |            |

A: Аланін

C: Цистеїн

D: Аспарагінова кислота

E: Глутамінова кислота

F: Фенілаланін

G: Гліцин

H: Гістидин

K: Лізин

L: Лейцин

M: Метіонін

N: Аспарагін

P: Пролін

Q: Глутамін

R: Аргінін

S: Серин

T: Треонін

V: Валін

W: Триптофан

Секретований назовні.